# Nico Paz
Nicolás Paz Martínez (Santa Cruz de Tenerife, 2004. szeptember 8. –) profi labdarúgó, aki támadó középpályásként játszik a Serie A-ban szereplő Como csapatában és az argentin válogatottban.

## Klubkarrier

### Real Madrid

#### Korai karrier
A CD San Juan és a Tenerife ifjúsági játékosa, Paz 2016-ban csatlakozott a Real Madrid akadémiájához.
Paz pályafutását középhátvédként kezdte, majd fejlődésével egyre feljebb lépett a pályán. Először az új pozíciójában középcsatárként játszott, majd szélső támadóra váltott, ahol az U19-es csapatban játszott. Középpályásként és irányítóként is otthonosan mozog.
A Real Madrid B csapatában 2022 januárjában debütált az Andorra elleni 3–1-es győzelem során, a 82. percben Iván Morante helyére lépett pályára.

#### 2023–24: Felnőtt csapatbeli bemutatkozás
2023. november 8-án Paz bemutatkozott a Real Madrid felnőtt csapatában és a Bajnokok Ligájában is egy Braga elleni csoportmérkőzésen a 77. percben csereként beállva Federico Valverde helyére a Santiago Bernabéu Stadionban. November 11-én bemutatkozott a LaLigában is egy 5–1-es Valencia elleni győzelem alkalmával, a 82. percben Dani Carvajal helyére. November 29-én megszerezte első gólját a Bajnokok ligájában, amellyel 4–2-re legyőzték a Napolit.

### Como
2024. augusztus 25-én Paz négyéves szerződést írt alá a Serie A-ba frissen feljutott Comóhoz, a hírek szerint 6 millió euróért. Másnap debütált a klubban, csereként beállva a Cagliari elleni 1–1-es döntetlen mérkőzésen. Október 19-én megszerezte első gólját a Como színeiben a Parma elleni 1–1-es döntetlen mérkőzésen.

## Nemzetközi karrier
A Kanári-szigetekhez tartozó Santa Cruz de Tenerife városában született Paz jogosult volt Spanyolország és Argentína válogatottjában is játszani a nemzetközi szinten. Először 2022 márciusában hívták be az argentin válogatottba.
Pazt emellett behívták az argentin U20-as válogatottba a 2022-es franciaországi Maurice Revello tornára. Később bekerült Argentína 48 fős keretébe a 2022-es katari FIFA-világbajnokságra.
2024. október 15-én Paz bemutatkozott Argentína válogatottjában a 2026-os FIFA-világbajnokság selejtező mérkőzésén, ahol 6–0-ra legyőzték Bolíviát, és gólpasszt adott Lionel Messinek.
Az AFA-hoz közel álló számos forrás köztük a San Clemente-i Gustavo Peralta is, Pazt a csapat jövőbeli sztárjaként emlegette.

## Család
Paz a korábbi argentin válogatott Pablo Paz fia, aki az 1998-as franciaországi FIFA-világbajnokságon játszott. Édesanyja spanyol.

## Sikerei, díjai

### Real Madrid
- LaLiga: 2023–24[18]
- Spanyol Szuperkupa: 2024[19]
- UEFA Bajnokok Ligája: 2023–24[20]

### Egyéni
- Serie A legjobb U23-as csapat: 2024–25[21]
- A szezon Serie A csapata: 2024–25[22]
- Az Athletic Serie A szezon csapata: 2024–25[23]